# Enneapterygius elaine
Enneapterygius elaine es una especie de pez de la familia Tripterygiidae en el orden de los Perciformes.

## Morfología
• Los machos pueden llegar alcanzar los 2,3 cm de longitud total.
- Número de  vértebras: 35.[1][2]

## Hábitat
Es un pez de mar  y de clima tropical.

## Distribución geográfica
Se encuentra en la Isla de Rodrigues.